# 東方灰林鴞
，又称喜瑪拉雅林鴞，是鸮形目鸱鸮科的一种鸟类。

## 特征
灰林鸮体重约472.46克，翼长约291.5毫米，嘴峰长约32.7毫米，喙宽度约8.6毫米，喙厚度约15.3毫米，跗蹠长约54毫米，尾长约163.2毫米。灰林鸮在其分布区内为留鸟，其栖息在密集的高大树木组成的森林中，食性为肉食性，主要食物来源是陆生脊椎动物。

## 亚种
- ：分布于尼泊尔至中国东南部、缅甸北部和印度支那北部。
- ：分布于中国东北地区和韩国。
- ：分布于南台湾岛的山峰。[4]